# Высокая Яруга
Высо́кая Яру́га (укр. Висока Яруга), село,
Проходовский сельский совет,
Дергачёвский район,
Харьковская область.
Код КОАТУУ — 6322081504. Население по переписи 2001 года составляет 2 (-/2 м/ж) человека.

## Географическое положение
Село Высокая Яруга находится на склоне балки Высокая Яруга у истоков реки Травянка, которая через 4,5 км впадает в Травянское водохранилище (река Харьков), на расстоянии в 1 км расположено село Алисовка, на расстоянии в 2 км проходит автомобильная дорога М-27, до границы с Россией — 3 км.

## Происхождение названия
В некоторых документах название по-русски украинизировано — Високая Яруга.
Название от русского «высокий» (в значении «выше находящийся, выше по течению») и диалектного слова «яруга» (крутостенная балка небольших размеров; овраг, прекративший рост). «Яруга» (укр.) — глубокий крутой яр.
Высокая и Холодная Яруги располагались рядом, на берегах небольшой речки Травянки — правого притока реки Харьков: Высокая на южном, правом берегу; Холодная на правом берегу безымянного ручья, впадающего в эту речку. Высокая Яруга находилась выше по течению Травянки.

## История
- 1780 — дата основания согласно сайту Верховной Рады, но в 1869 году н.п. Высокой и Холодной Яруг на военно-топографических картах Шуберта нет.[7]
- В 1937 году (после 7 ноября) Яружскому совхозу присвоили имя «20 лет Октября»[8] в честь юбилея Октябрьской революции.
- В 1940 году, перед ВОВ, в Высокой Яруге[9] было 38 дворов, школа и ветряная мельница.[1]
- В 1940 году перед ВОВ, в расположенной севернее, на возвышенности между балками Антошкиной[10] и Высокой, в Холодной Яруге[11] было 20 дворов и зерновой совхоз «20 лет Октября».[6] Холодная Яруга располагалась в 1 км от границы с РСФСР (Белгородской областью).
- После ВОВ — до 1967 года Холодная Яруга была переименована в Холодный Яр.
- После 1976 года Холодный Яр сначала вошёл в состав Высокой Яруги, а затем прекратил своё существование как населённый пункт из-за депопуляции.
- В 2000-х годах население Высокой Яруги официально составляло два человека.